# Utahterritorium

Territoriale evolutie van het Utahterritorium

Het Utahterritorium (Engels: Territory of Utah, Utah Territory) was een georganiseerd en geïncorporeerd territorium van de Verenigde Staten dat van 9 september 1850 tot 4 januari 1896 bestond. Het laatste stuk van het territorium werd op die datum omgevormd tot de staat Utah.

## Geschiedenis
In 1850 besloot het Amerikaans Congres om van het gebied in het zuidwesten van de Verenigde Staten, dat voorheen "ongeorganiseerd" was, een territorium te maken. Dat gebeurde op dezelfde dag dat Californië een staat werd. Beide gebeurtenissen maakten deel uit van het Compromis van 1850, dat de balans tussen slavenstaten en vrije staten probeerde te bewaren. De Verenigde Staten hadden het hele zuidwesten in 1848 verworven door de Vrede van Guadalupe Hidalgo. Het land dat de Verenigde Staten daarmee verwierven staat bekend als de Mexican Cession.
De oprichting van het Utahterritorium was deels te danken aan mormoonse pioniers die zich in de vallei van Great Salt Lake gevestigd hadden vanaf 1847. Onder leiding van Brigham Young hadden zij het Congres gevraagd toegelaten te worden tot de Unie als de staat Deseret. Salt Lake City moest de hoofdstad worden en de staat zou het hele Grote Bekken en het bekken van de Colorado omvat hebben. De mormoonse kolonisten stelden hun eigen grondwet samen en tegen 1850 was Deseret de de facto regering van het Utahterritorium. Young werd op 3 februari 1851 de eerste gouverneur van het territorium. De mormoonse regering was een controversiële zaak in de andere delen van het land. Dat had in zekere mate te maken met de geruchten over polygamie onder de mormonen. 
Door de ontdekking van zilver in de Comstock Lode in 1858 trokken er steeds meer niet-mormonen naar het westen van het Utahterritorium. Deels daarom werd het Nevadaterritorium in 1861 opgericht. Ook in het oosten kwamen er steeds meer andere migranten toe. Toen het nieuwe Coloradoterritorium in 1861 werd opgericht, sloot het oostelijke deel van het Utahterritorium zich daarbij aan.
De mormoonse leiders van het Utahterritorium waren erg argwanend ten opzichte van de voltooiing van de transcontinentale spoorweg; in 1869 kwamen de spoorwegen tegelijkertijd vanuit het oosten en vanuit Californië aan. De mormonen vreesde een grotere inmenging van buitenaf in hun Great Salt Lake-bekken.
Dat het zo lang geduurd heeft eer het Utahterritorium als staat werd toegelaten tot de unie, heeft waarschijnlijk met de controverses rond het mormoonse geloof te maken. Pas in 1896 werd de staat Utah gesticht – later dan veel jongere territoria. Het minder dichtbevolkte Nevadaterritorium, bijvoorbeeld, werd al in 1864 toegelaten tot de Unie.
Georganiseerde en geïncorporeerde territoria: Noordwest (1787–1803) · Zuidwest (1790–1796) · Mississippi (1798–1817) · Indiana (1800–1816) · Orleans (1804–1812) · Louisiana/Missouri (1805–1821) · Michigan (1805–1837) · Illinois (1809–1818) · Alabama (1817–1819) · Arkansas (1819–1836) · Florida (1822–1845) · Indian Territory (1834–1907) · Wisconsin (1836–1848) · Iowa (1838–1846) · Oregon (1848–1859) · Minnesota (1849–1858) · New Mexico (1850–1912) · Oklahoma (1890–1907) · Utah (1850–1896) · Washington (1853–1889) · Kansas (1854–1861) · Nebraska (1854–1867) · Nevada (1861–1864) · Colorado (1861–1876) · Dakota (1861–1889) · Idaho (1863–1890) · Arizona (1863–1912) · Montana (1864–1889) · Wyoming (1868–1890) · Hawaï (1900–1959) · Alaska (1912–1959)
Niet-geïncorporeerde territoria: Guam (1898–) · Filipijnen (1898–1946) · Puerto Rico (1898–) · Amerikaans-Samoa (1899–) · Panamakanaalzone (1903–1979) · Amerikaanse Maagdeneilanden (1917–) · Noordelijke Marianen (1975–)
Onbewoonde eilanden en claims onder de Guano Islands Act: Phoenixeilanden (1856–1979) · Roncador Bank (1856–1981) · Serrana Bank (1856–1981) · Baker (1857–) · Jarvis (1858–) · Johnston (1858–) · Navassa (1858–) · Kingman (1860–) · Swaneilanden (1863–1972) · Howland (1867–) · Midway (1867–) · Quita Sueño (1869–1981) · Palmyra (1898–) · Wake (1899–) · Corn Islands (1914–1971)